# Shelove Perrin
Pour les articles homonymes, voir Perrin.
Shelove Perrin, plus connue sous le surnom Sheshe, est une  journaliste sportive et gestionnaire haïtienne, née à Port-au-Prince le 6 décembre 1989.

## Biographie

### Début dans le journalisme
Elle a fait ses études primaires à l’école Sainte Anne, ses études secondaires à l’école Elie Dubois. Sheshe a étudié la Gestion à l’Université Quisqueya. Passionnée du micro dès son plus jeune âge, elle a étudié le journalisme à l’ISNAC, à la fin de ses études secondaires. Peu après avoir débuté cette formation journalistique, alors qu’elle était encore étudiante à la première session, elle a été recommandée par son professeur, Berman Gay pour présenter un bulletin d’informations à Radio Galaxie. Le retour positif de cette expérience lui a valu, une semaine plus tard, sa première émission, Galaxie Variété, aux côtés d’Etzer Valmir et Natou.
Elle a été responsable d’une rubrique dans une émission de musique compas animée par Philippe Saint Louis, toujours sur Galaxie, mais s’est aussi essayée à l’antenne de RCH 2000. Dans la foulée, Télémax a également sollicité ses services, où elle a présenté le bulletin “Info 5” pendant trois mois. Elle a aussi prêté ses services à Planèt Kreyòl dans l'émission de Hit Kreyòl, entre août et septembre 2009 et à la section sportive de Signal FM entre autres.

#### Début à la RTVC
En 2010, elle a rejoint l'équipe de la Caraïbes FM, avec comme porte d'entrée, l'émission Matin Caraïbes. Elle a travaillé au sein de la salle des nouvelles comme reporter avant de se consacrer totalement au Sport. Outre-le journalisme, Shelove a aussi bouclé des études en marketing et relations publiques au Centre d'Etudes Diplomatiques et Internationales, (CEDI).
En 2013, Shelove Perrin et trois autres femmes natives de l’Uruguay, du Paraguay et du Mexique ont été choisies par le comité exécutif de l’Association internationale de la presse sportive (AIPS mondiale), pour faire partie de leur commission féminine. En 2020, elle a été classée par le site FootKole parmi les journalistes sportifs les plus remarquables de la décennie.

## SHESHE22 et Game Over
PDG de Sheshe22, un site haïtien relayant des informations exclusivement sportives qu’elle avait lancée le 12 mai 2014 à l’Hôtel El Rancho, elle anime également depuis Juin 2020 Sheshe Game Over, une émission diffusée sur sa page Facebook, Instagram et YouTube dans laquelle elle commente l'actualité sportive dans une ambiance interactive avec ses milliers de fans,.

## Vie privée
Shelove est mère d’un petit garçon qu’elle a mise au monde en 2019 à qui elle transmet sa passion pour le sport. Elle fait partie des rares femmes exerçant le métier de journaliste sportif en Haïti, et est très respectée pour sa culture générale et sa maîtrise des différentes disciplines sportives. Shelove Perrin est une femme déterminée, combative, toujours sur la balle, primant l'excellence et la perfection. Elle est et demeure l'une des icônes de la presse sportive en Haïti.

## Prix et nominations
Elle est nommée en 2013 dans la commission féminine de l’AIPS de l’Amérique aux côtés de trois autres femmes natives de l’Uruguay, du Paraguay et du Mexique.